# Václav Furmánek
Václav Furmánek (ur. 1 maja 1942 w Ostrawie) – słowacki archeolog i popularyzator archeologii. W swojej działalności naukowej zajmuje się przede wszystkim archeologią pradziejową. W 1964 roku został zatrudniony w Instytucie Archeologii Słowackiej Akademii Nauk w Nitrze. Ogłosił 17 monografii oraz ponad 220 innych tekstów naukowych.